# Bernard van der Hoop
Bernard Christiaan Maria van der Hoop (Rijswijk, 19 november 1893 – Woeste Hoeve, 8 maart 1945) was een Nederlands verzetsstrijder in de Tweede Wereldoorlog.

## Levensloop
Van der Hoop trouwde in 1931. Na zijn huwelijk woonde hij op Las Palmas.
Van der Hoop woonde op het moment dat de Tweede Wereldoorlog uitbrak in Leersum. Hij werd rond 1941 lid van de Ordedienst. Later maakte hij de overstap naar de Raad van Verzet. Hij werkte onder de schuilnaam Bants.
Samen met de verzetsman Klaas van Middelkoop arresteerde Van der Hoop  op 6 september 1944, een dag na Dolle Dinsdag, de burgemeester van Leersum en Amerongen F.M.P.C. de Boer. De verwachting was dat het midden van het land binnen enkele dagen zou zijn bevrijd. Deze aanname klopte niet. De Boer werd overgebracht naar een isolatiepaviljoen bij het opvoedingsgesticht Valkenheide in Maarsbergen.
Nadat De Boer 's avonds niet was thuisgekomen schakelde zijn vrouw de Duitsers in. Een NSB'er had de burgemeester zien vertrekken met Van der Hoop. Bij Van der Hoop volgde een inval. Hijzelf wist zich net op tijd te verbergen in het struikgewas, waar hij werd besproeid door een SS'er die zijn blaas leegde. Hij werd echter niet ontdekt, alleen zijn vrouw werd meegenomen. Zij werd verhoord door de SD-agent Willem Petri die op zijn erewoord beloofde dat er geen represaillemaatregelen zouden volgen als ze vertelde waar burgemeester De Boer was. Als ze niets zei werd haar vader doodgeschoten. Zij geloofde hem en noemde de Valkenheide.
De Duitsers vielen de Valkenheide binnen waar ze tot hun verbazing niet alleen De Boer aantroffen, maar ook Johan van der Beke Callenfels, de NSB-burgemeester van Wijk bij Duurstede die door een andere verzetsgroep was opgepakt. Hun wraak was verschrikkelijk. Dirk Noordam, directeur van Valkenheide, werd op 8 september 1944 in een stoel voor zijn huis doodgeschoten. In Amerongen werden de beide broers Van Laar, die nergens mee te maken hadden, doodgeschoten. De burgemeester van Wijk bij Duurstede had de eerste nacht van zijn gevangenschap in hun vaders boerderij doorgebracht.
Na dit incident besloot Van der Hoop onder te duiken in Daarle, waar hij plaatsvervangend chef werd van de Binnenlandse Strijdkrachten. Op 10 februari 1945 werd hij door de Sicherheitsdienst uit Almelo gearresteerd en opgesloten in het Huis van Bewaring van Almelo.
In de nacht van 6 op 7 maart 1945 raakte de SS-officier Hanns Albin Rauter, de Duitse leider van de politie in Nederland, bij de Woeste Hoeve op de oostelijke Veluwe zwaargewond bij een toevallige aanslag. Op 8 maart 1945 executeerde de Duitse bezetter als wraak 117 gevangenen op de plek van de aanslag, waaronder Van der Hoop.

## Persoonlijk
Van der Hoop was getrouwd met Henriette Louise Schieferdecker (1891-1972). Het echtpaar had geen kinderen. De verzetsman werd aanvankelijk herbegraven in Leersum. Op 25 september 1970 werden zijn stoffelijke resten overgebracht naar het Ereveld Loenen.